# Ernest Vardanjan
Ernest Vardanjan (* 11. května 1980 v Jerevanu, Arménská SSR) je podněsterský novinář arménského původu. Roku 2010 byl uvězněn kvůli obvinění ze špionáže ve prospěch Moldavska.

## Životopis
Vardanjan se narodil roku 1980 v arménském Jerevanu, po zemětřesení v roce 1988 se rodina přestěhovala do sovětské Moldávie. Vystudoval Fakultu politických věd Moldavské státní univerzity v Kišiněvě. V roce 2005 neúspěšně kandidoval do podněsterského Nejvyššího sovětu.
Do roku 2009 pracoval pro ruskou zpravodajskou agenturu Nový region, poté pro kišiněvský deník Puls, který byl značně kritický k podněsterskému vedení. Sám Vardanjan publikoval silně kritické zprávy o chování státních úředníků a činitelů mezinárodně neuznaného Podněstří.

### Proces
7. dubna 2010 Vardanjana zatklo komando podněsterského Ministerstva státní bezpečnosti (MGB) a byl obviněn ze spolupráce s moldavskými tajnými službami. 11. května téhož roku se ke špionáži přiznal, jeho přiznání bylo živě přenášeno v podněsterské státní televizi. Dle svého doznání byl ke spolupráci naverbován při svých studiích v Kišiněvě. Na počátku přenosu podněsterský ministr státní bezpečnosti Anťufejev důrazně varoval občany před cestami do Moldavska. Vardanjanův právník i rodinní příslušníci tvrdí, že je obvinění vykonstruované z důvodu likvidace nepohodlného novináře a že se ke špionáži přiznal pod tlakem. Objevila se i obvinění, že před televizním vystoupením byly Vardanjanovi podány psychotropní látky.
17. prosince 2010 byl Vardanjan podněsterským soudem uznán vinným z trestného činu vlastizrady a byl odsouzen k 15 letům odnětí svobody ve věznici s přísným režimem. Spolu s ním byl odsouzen za stejný čin úředník daňové správy v Benderech Ilie Cazac (* 1986, 14 let vězení), který taktéž studoval v Moldavsku. Rozsudek byl ostře odsouzen Evropskou unií, mezinárodními novinářskými a lidskoprávními organizacemi.